# متحف السعيرة
متحف السعيرة أحد متاحف المنطقة الشرقية في حفر الباطن، أسسه هايف بن سعود الفغم، يقع المتحف بمبنى تابع لسكن المالك ويتكون من ثلاث قاعات تتوفر فيها عدد كبير من أصناف القطع التراثيه ويرتبط بالقاعات الثلاث ساحة كبيرة عرضت بها سيارات قديمة خاصة لصاحب المتحف .
وتشتمل معروضات المتحف على أدوات القهوة مثل الدلال والمحاميس والفناجيل والبيالات، وأباريق الشاي إضافة إلى منفاخ الهواء ومحاميس تحميص القهوة، كما يوجد بالمتحف أواني الطبخ والطعام مثل القدور الكبيرة والسحال والمغارف الخشبية.
وتضم المعروضات نموذج لعملية استخراج الماء من البئر بالطرق القديمة كما تشتمل المعروضات على عدد من الجلديات والمنسوجات والبنادق والسيوف والجنابي والنقود والأجهزة الكهربائية والخوصيات بالإضافة إلى عدد من الكتب القديمة، وقد تم استخدام العرض الجداري حيث يتم تعليق القطع على الجدران وخصوصا الأسلحة والجلديات كما استخدمت الفترينات في عرض القطع الصغيرة من المحنطات.